# Сенкер, Роберт Джозеф
Ро́берт Джо́зеф Се́нкер (англ. Robert Joseph Cenker; род. 1948) — астронавт США. Совершил один космический полёт на шаттле: STS-61C (1986, «Колумбия»), инженер.

## Личные данные и образование
Роберт Сенкер родился 5 ноября 1948 года в городе Юнионтаун, штат Пенсильвания, где в 1965 году окончил среднюю школу. Женат на Барбаре Энн Сенкер, у них двое сыновей — Даниэль и Брайан и дочь — Лаура. В 1970 году в Университете штата Пенсильвания получил степень бакалавра (аэрокосмическая техника), там же в 1973 году получил степень магистра в той же области. В 1977 году в Университете Ратгерса получил степень магистра по электротехнике.

## До НАСА
До 1972 года работал в Лаборатории атомной энергии «Уэстинхауз» в Уэст-Мэфлин, штат Пенсильвания. С 1972 по 1990 год работал в компании «Дженерал электрик» (RCA) в аэрокосмическом отделе. Был начальником отдела сборки и тестирования различных космических аппаратов.

## Подготовка к космическому полёту
Сенкер был отобран 8 апреля 1985 года для подготовки в полету в качестве специалиста по полезной нагрузке, для запуска принадлежащего компании RCA спутника Satcom-K1. Был назначен в основной экипаж шаттла Колумбия STS-61C, старт которого изначально был намечен на декабрь 1985 года.

## Полёт в космос
- Первый полёт — STS-61C[3], шаттл «Колумбия». C 12 по 18 января 1986 года в качестве специалиста по полезной нагрузке. Одной из задач экспедиции было выведение на орбиту американского спутника Satcom-K1. В рамках одного из экспериментов, который был назван «Программа активного наблюдения за кометой Галлея», предполагалось фотографирование этой кометы 35-миллиметровой камерой через верхнее окно в кормовой части полетной палубы. Но этот эксперимент не был выполнен из-за проблем с аккумуляторной батареей камеры. Продолжительность полёта составила 6 суток 2 часа 5 минут[4].

Общая продолжительность полётов в космос — 6 суток 2 часа 5 минут.

## После полёта
С 1988 по 1990 год работал в компании «Дженерал электрик» (RCA) руководителем отдела компоновки оборудования на платформе EOS. Консультирует нескольких фирм по вопросам проектирования, сборки и управления космических аппаратов, а также экспериментов в невесомости.

## Награды и премии
Награждён: Медаль «За космический полёт» (1986) и многие другие.